# اوراسیو سانچس
اوراسیو سانچس (اسپانیایی: Horacio Sánchez‎؛ زادهٔ ۲۲ مارس ۱۹۵۳) بازیکن فوتبال اهل مکزیک بود.
از باشگاه‌هایی که در آن بازی کرده‌است می‌توان به باشگاه فوتبال لئون اشاره کرد.
وی همچنین در تیم ملی فوتبال زیر ۲۳ سال مکزیک بازی کرده‌است.